# 伯邑考

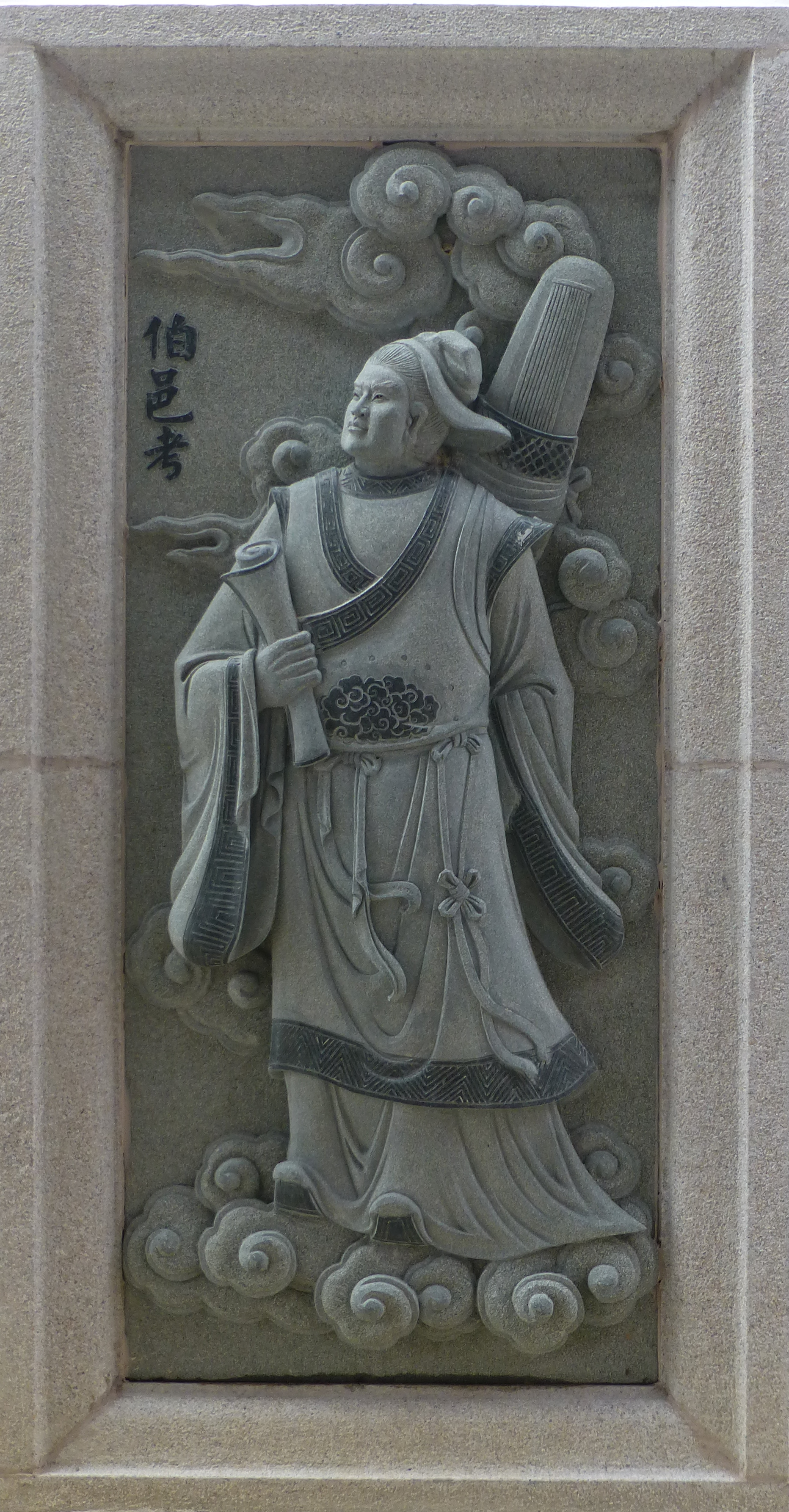
伯邑考

伯邑考（西元前1112年—不詳），姬姓，周文王与太姒的嫡长子，周武王的同母長兄。
周文王十三岁时，伯邑考出生，两年后，其弟发出生。
一说周文王舍弃了伯邑考立次子发为太子。孔颖达、王国维、阎若璩认为周文王舍弃伯邑考及伯邑考的儿子而立发为太子，是遵循殷礼。梁玉绳则认为伯邑考是早死，并非被周文王废掉太子之位。
伯邑考的后裔不详被分封在何处。
另一说周文王被纣王囚禁后，伯邑考在殷商做人质，为纣王驾车。纣王烹杀了伯邑考将他做成了肉羹赐给西伯昌（周文王名“昌”，也叫西伯昌），并说：“圣人应当不会吃自己儿子做成的肉羹。”西伯昌最后还是吃了肉羹。纣王评价说：“谁说西伯昌是圣人？吃了自己儿子做成的肉羹尚且不自知。”

## 小說形象
在神魔小說《封神演义》中，伯邑考在周文王諸子中最優秀，善琴藝，外貌俊秀，且是一名孝子，為了救其父而死。時商紂王因疑懼西伯昌，將之囚於羑里，伯邑考攜帶美女和七香车、醒酒毡与白猿三样异宝，往見紂王，並作為周國的人質，以求釋放其父，紂王則命令伯邑考做車伕。此時，紂王愛妃妲己對伯邑考是一見鍾情，以學琴之名接近伯邑考，但卻被拒絕，妲己由愛生恨，向紂王誣告伯邑考對她性騷擾，紂王大怒殺死伯邑考並製成餡餅送給西伯，來試探西伯。據說西伯昌因懼怕紂王而吃了餡餅，後來吐出了三隻兔子。伯邑考之靈魂被封為紫微大帝，永鎮北極。

## 影視形象

### 電視劇
| 年份   | 劇名           | 演員   | 製作公司             | 備註               |
| ------ | -------------- | ------ | -------------------- | ------------------ |
| 1981年 | 《封神榜》     | 張國強 | 香港電視廣播有限公司 | （歡樂今宵內播放） |
| 1990年 | 《封神榜》     | 湯鎮宗 | 上海電視劇製作中心   |                    |
| 2000年 | 《封神榜》     | 游耀光 | 中國電視公司（中視） |                    |
| 2001年 | 《封神榜》     | 盧慶輝 | 香港電視廣播有限公司 |                    |
| 2006年 | 《封神榜》     | 關禮傑 | 中國中央電視台       |                    |
| 2014年 | 《封神英雄榜》 | 季肖冰 | 山東衛視             |                    |
| 2019年 | 《封神演義》   | 亓航   |                      |                    |
| 禁播   | 《封神之天啟》 | 李亭哲 |                      |                    |

### 電影
| 年份 | 劇名                     | 演員 | 備註 |
| ---- | ------------------------ | ---- | ---- |
| 2023 | 《封神第一部：朝歌风云》 | 楊玏 |      |